# Osmylus kisoensis
Osmylus kisoensis är en insektsart som beskrevs av Iwata 1928. Osmylus kisoensis ingår i släktet Osmylus och familjen vattenrovsländor. Inga underarter finns listade i Catalogue of Life.